# Ascensore di Strépy-Thieu

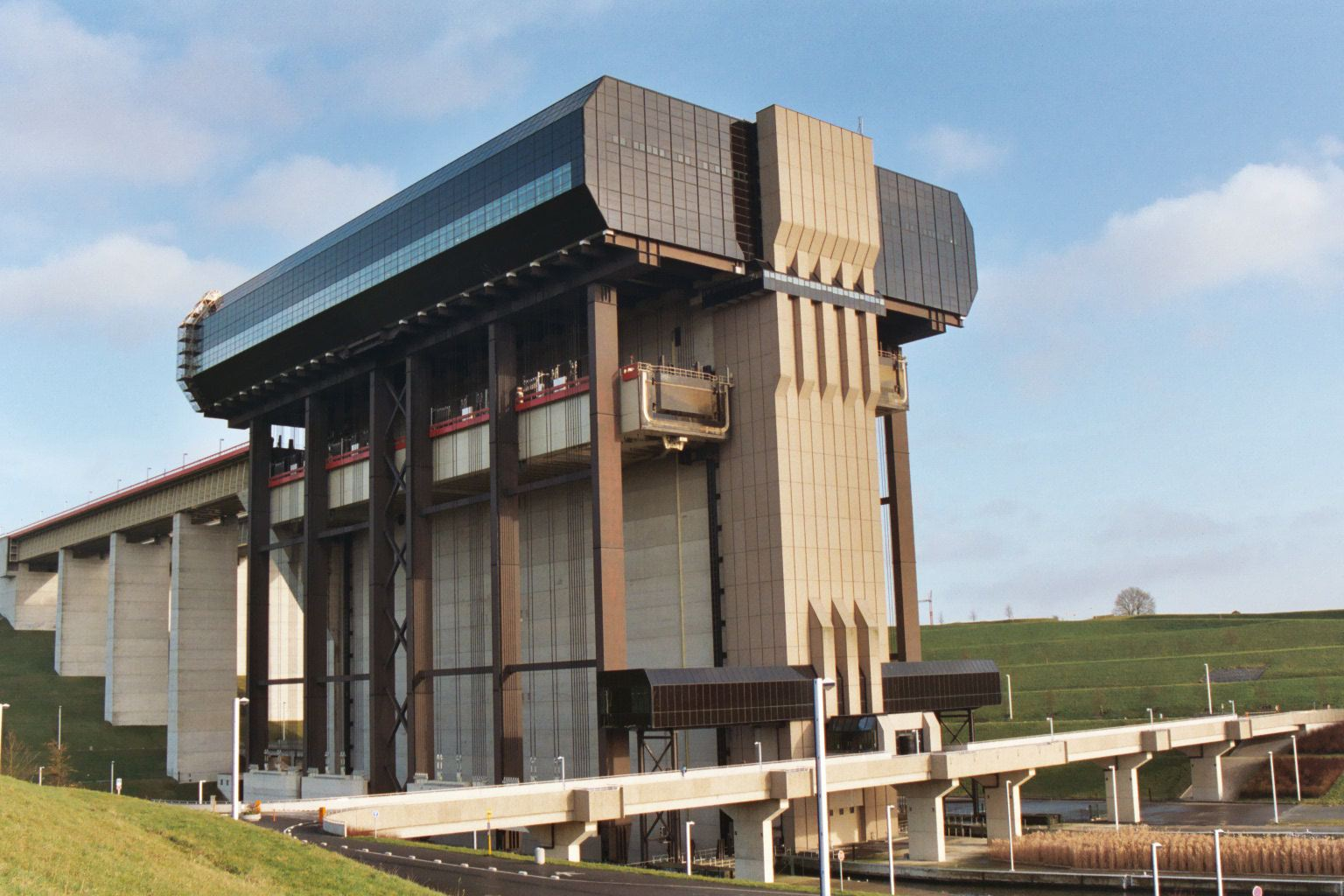
L'ascensore e il suo ponte sul canale

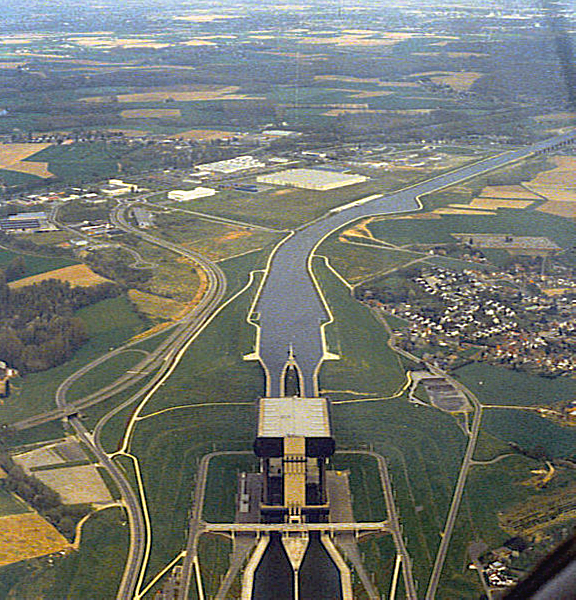
Veduta aerea dell'ascensore per imbarcazioni

L'ascensore di Strépy-Thieu è un doppio elevatore per imbarcazioni funicolare situato in Belgio, sul Canal du Centre nella Regione vallone nella provincia dell'Hainaut.
Iniziato nel 1982 e inaugurato nel 2002, permette attraverso i suoi due scomparti indipendenti, l'attraversamento una differenza di 73.15 metri tra il bacino della Schelda e un livello di vertice (a quota 121.10 metri) verso il bacino della Mosa comprendente anche una sezione del Canale Bruxelles-Charleroi, delimitata dal piano inclinato di Ronquières (a nord) e dalla chiusa di Viesville (a sud). Il raccordo tra il Canal du Centre e il canale Bruxelles-Charleroi ha luogo a Seneffe. L'ascensore ora sostituisce sei strutture, i quattro elevatori per imbarcazioni del Canal du Centre e due chiuse, pur consentendo una piccola perdita d'acqua nella portata condivisa. È la fine di un programma di misurazione di 1350 tonnellate per le vie navigabili belghe e consente il passaggio di imbarcazioni di queste dimensioni tra gli spartiacque Mosa e Schelda.
È stato inaugurato il 18 settembre 2016 il più grande impianto di risalita al mondo, quando è stato inaugurato l'ascensore per imbarcazioni della diga delle Tre Gole. Con il suo vassoio unico, l'ascensore cinese ora consente ai pescherecci di 3.000 tonnellate di attraversare il dislivello di 113 metri in 40 minuti piuttosto che tre ore tramite la scala dell'acqua esistente.
Nel 2006, l'ascensore di Strépy-Thieu ha consentito una crescita del 22,7% del traffico fluviale sul Canal du Centre, portando la crescita totale dal 2004 all'80% 2.

## Turismo
Oltre alla sua importanza pratica per la navigazione, l'ascensore per imbarcazioni di Strépy-Thieu attira anche i turisti nella campagna dell'Hainaut. I vecchi ascensori per imbarcazioni possono essere visti da una barca, inoltre, ci sono guide sull'intero sistema.